# Ninku
Ninku (яп. NINKU -忍空- нинку:) — манга Кодзи Кириямы, публиковавшаяся в еженедельном журнале Shonen Jump с 1993 по 1995 год. Главы манги позже были изданы в девяти танкобонах. Она также была адаптирована в виде аниме-сериала Fuji Television, Yomiko Advertising и Studio Pierrot, транслировавшего с января 1995 по февраль 1996 года.
Манга-сиквел под названием Ninku 2nd Stage: Story of Etonins (яп. 忍空 -SECOND STAGE 干支忍編-) выходила с 2005 по 2011 года в Ultra Jump. Shueisha выпустила 12 томов.

## Сюжет
Три года прошло с тех пор, как Империя выиграла войну, а последователи противостоявшей им школы боевых искусств нинку — стиля, смешивающего ниндзюцу и кунг фу — были распущены и стали изображаться злодеями, виновными в начале войны.
История повествует о бывшем капитане первого из десяти подразделений нинку 12-летнем Фусукэ, владеющим стихией ветра, который вместе со своим пингвином Хироюки отправляется на поиски остальных капитанов нинку, каждый из которых считается мастером одного из одного из зверей китайского гороскопа. В то же время появляются те, кто называют себя новыми нинку и хотят захватить мир. Фусукэ решает противостоять им.

## Персонажи
- Фусукэ (яп. 風助 Фу:сукэ, озвучен: Рика Мацумото) — бывший капитан первого подразделения нинку, известен также как Фусукэ Ветра (яп. 風の風助 Кадзэ но Фу:сукэ), мастер крысы. Он обладает способностью контролировать ветер и отправляется на поиски других капитанов.
- Айтё (яп. 藍朓 Айтё:, озвучен: Мицуаки Мадоно) — бывший капитан десятого подразделения нинку, известен как Айтё Неба (яп. 空の藍朓 Сора но Айтё:), мастер петуха. Особо силен в использовании ног, может быстро перемещаться на большие расстояния и наносить сильный урон тяжёлому вооружении противника. Ненавидит женщин.
- Тодзи (яп. 橙次 То:дзи, озвучен: Дзюрота Косуги) — бывший капитан шестого подразделения нинку, известен как Тодзи Земли (яп. 大地の橙次 Дайти но То:дзи), мастер змеи. Он специализируется на атаках, использующих землю. Он также владеет личным самолетом, который в ходе произведения не раз терпит крушение.
- Хироюки (яп. ヒロユキ, озвучен: Кацуми Судзуки) — сопровождающий Фусукэ пингвин. Обладает сверхъестественной силой, в том числе может испускать мощный пердёж, чей запах вырубает противника и позволяет ему и Фусукэ перелететь в другое место. Фусукэ зовет его своим другом, а не питомцем.
- Рихоко (яп. 里穂子, озвучена: Мэгуми Хаясибара) — сестра Тодзи, которую Фусукэ случайно спас от банды лже-нинку. Мечтает о встрече с прекрасным молодым человеком, но с ними ей не везет.
- Кисуми (яп. 黄純, озвучен: Ясунори Мацумото) — бывший капитан нинку, обладает способностью командовать льдом. После гибели его невесты в ходе войны, в одиночку отправился штурмовать Империю, но был пойман и перевербован. В конце концов встает на сторону Фусукэ.
- Котин (яп. コウチン Ко:тин, озвучен: Такаси Танигути) — высший священник и мастер фен шуй, голос императора. Именно он победил мастера нинку в дуэли, что привело к роспуску всех подразделений. Его конечной целью является получение силы небесного дракона, сильнейшего из всех.

## Медиа

### Манга
Ninku была создана Кодзи Кириямы. Манга начала выходить в 38-м выпуске 1998 года Weekly Shōnen Jump, вышедшем 14 июня 1993 года. После 30 выпуска 1994 года выход серии был приостановлен на 53 главе. Манга вернулась под названием Ninku 2nd Stage в 51-м выпуске 1994 года журнала Weekly Shōnen Jump 5 декабря 1995 года. Ещё 27 глав вышло до конца манги 4 сентября 1995 года. Серия была выпущена в виде девяти танкобонов издательством Shueisha, выходивших с 11 января 1994 года по 2 ноября 1995 года. Позже она была переиздана в виде шести бункобанов с 17 ноября 2006 до 16 февраля 2007 года.
Сиквел под названием Ninku 2nd Stage: Story of Etonins (яп. 忍空−SECOND STAGE 干支忍編− Ninku: Second Stage - Etonin-hen) вышел в журнале сэйнэн-манги Ultra Jump с 17 сентября 2005 по 17 сентября 2011 года. Shueisha позже выпустила его в виде 12 томов с 3 марта 2006 по 4 ноября 2011 года.

### Фильмы
Ninku: Tomb of Knives (яп. NINKU ナイフの墓標 Ninkū: Naifu no Bohyō) был показан на Jump Super Anime Tour в ноябре 1994 года. 26-минутный фильм под названием Ninku: The Movie (яп. 劇場版 NINKU -忍空-) демонстрировался на Toei Anime Fair 15 июля 1995 года.

### Аниме
По мотивам Ninku был снят одноимённый аниме-сериал, состоящий из 55 серий. Премьера сериала, созданного на студии Pierrot режиссёром Нориюки Абэ, состоялась на телеканале Fuji Television с 14 января 1995 по 24 февраля 1996 года, а позднее он был выпущен на DVD компанией Geneon Entertainment и Video Maker на Blu-ray в 2015 году. Начальная и завершающая композиции были исполнены Юмэ Судзуки. В начале звучала «Kagayaki wa Kimi no Nakani» (яп. 輝きは君の中に кагаяки ва кими но накани, букв. «Свет внутри тебя»), а в конце серий с 1 по 28 — «Soredemo Ashita wa Yatte Kuru» (яп. それでも明日はやってくる сорэдэмо асита ва яттэ куру, букв. «И все-таки наступит завтра»), с 29 по 50 — «Sora no Namae» (яп. 空の名前 сора но намаэ, букв. «Пустое имя»), а с 51 по 55 — «Sorezoreno Ashita e» (яп. それぞれの明日へ сорэдзорэно асита э, букв. «К всеобщему завтра»).

### Игры
Было выпущено несколько видеоигр: две для Game Boy, три для Game Gear, по одной для Sega Saturn и PlayStation.
Главный герой Ninku Фусукэ присутствует в Jump! Ultimate Stars, вышедшей на Nintendo DS в ноябре 2006 года. Персонажи также появлялись в другой игре-кроссовере Jumputi Heroes, вышедшей на iOS и Android в 2018 году.

## Критика
Шестой том Second Stage был издан в ноябре 2008 года. Через неделю после публикации он вошёл в список бестселлеров Японии. На сентябрь 2011 года в ходу было более 9 млн копий манги. Манга Ninku вдохновила работы таких художников как Масаси Кисимото, автора «Наруто», копировавшего рисунки из Ninku, когда он учился только быть мангакой.
В опросе BIGLOBE в 2012 году о любимых аниме-адаптациях манги Weekly Shōnen Jump Ninku занял 45 место из 50, тогда как в опросе 2019 года Goo Ranking о «Заслуживающих ремейка аниме 90-х» оно оказалось на 40 месте из 60. Джон Опллигер, автор AnimeNation, объяснил низкую популярность аниме отсутствием развития сюжета и структуры сюжетных арок, сделавших популярными такие серии, как «Наруто», «Блич» и One Piece. Он похвалил персонажей и анимацию боевых сцен, но отметил, что они оказываются довольно повторяющимися.
В обзорах Ninku: The Movie критики также отметили отличную анимацию и постановку боевых сцен, но в то же время указали, что других хороших сторон у фильма не много.